# Froarps vattenverk

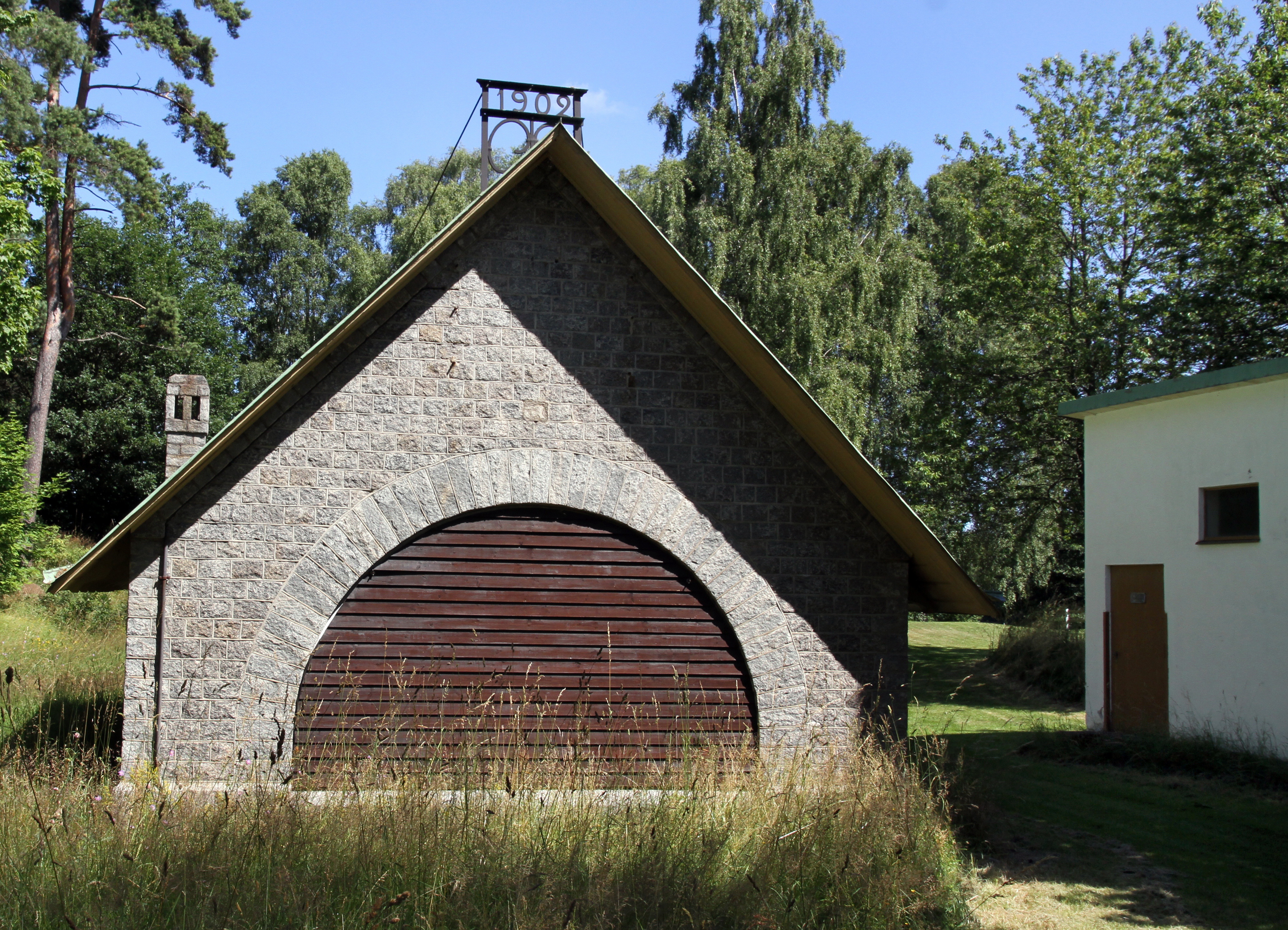
Pumphuset vid Froarps Vattenverk

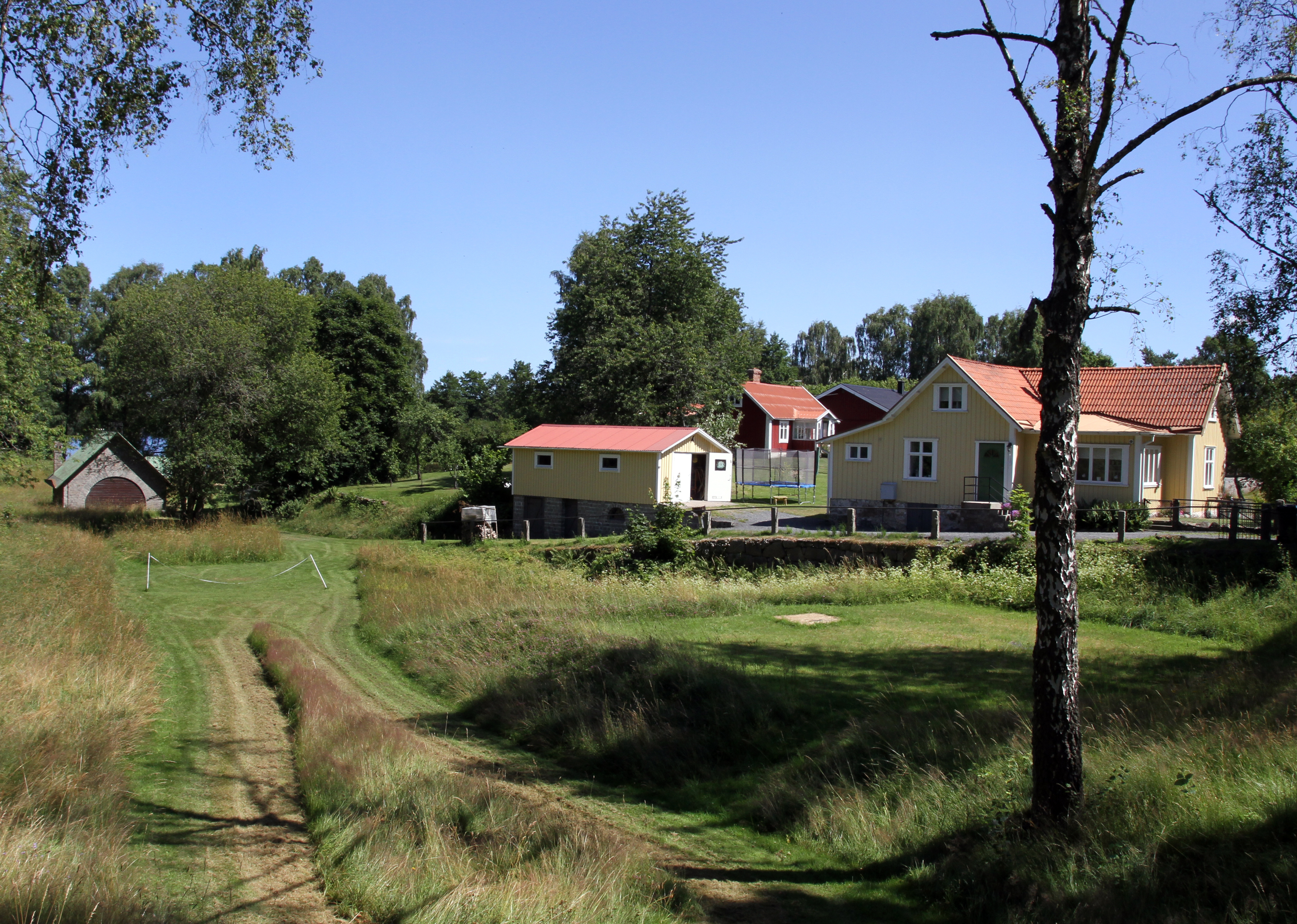
Froarps Vattenverk med fd. maskinistbostaden

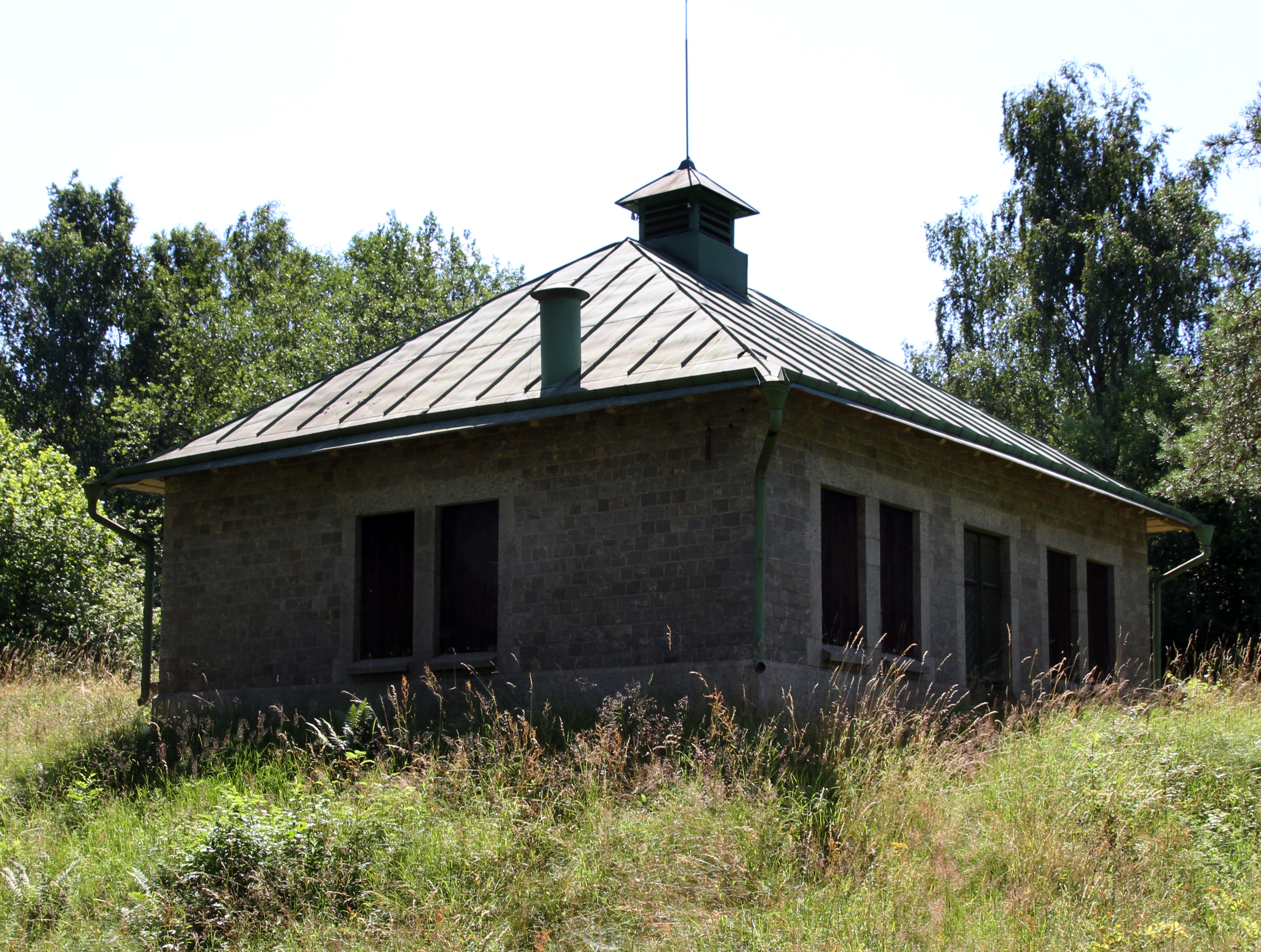
Vattenverksbyggnaden vid Froarps Vattenverk

Froarps vattenverk är en före detta vattenverksanläggning i Froarp, norr om Karlshamn i Blekinge, som byggdes mellan 1901 och 1903.
1887 gjordes en utredning om att anlägga vatten- och kloakledningar i Karlshamn. 1895 tog Stadsfullmäktige beslutet att genomföra bygget som bestod av ett vattenverk vid Långasjöns södra strand i Froarp, fem kilometer norr om staden, vattenledningar samt en vattenreservoar på Pengaberget. Fram till nu hade dricksvattnet hämtats i ett fåtal brunnar inne i centrum eller i källor utanför staden.
Med start 1901 byggdes en vattenverksbyggnad, ett pumphus, en 40 meter lång valvmurad kulvert, dammar samt en maskinistbostad. Till bygget användes block av huggen granit och taken på pumphuset och vattenverksbyggnaden täcktes med grönmålad plåt. Anläggningen stod klar i mars 1903.
1969 byggdes ett nytt, modernare vattenverk någon kilometer norrut och det gamla vattenverket lades ner. Vattenverket förklarades den 17 januari 1994 som byggnadsminne av Länsstyrelsen i Blekinge län.
Byggnaderna är mycket välbevarade både exteriört och interiört. Pumpar, rörledningar m.m. är bevarade i det skick de var när anläggningen stängdes.